# Peace and Noise
Peace and Noise è il settimo album della cantautrice statunitense Patti Smith, pubblicato nel 1997 per l'etichetta discografica Arista Records.

## Tracce
1. Waiting Underground - 5:20 -  (Patti Smith, Oliver Ray)
2. Whirl Away - 5:01 -  (Smith, Lenny Kaye, Ray)
3. 1959 - 3:58 -  (Smith, Tony Shanahan)
4. Spell - 3:17 -  (Allen Ginsberg, Ray)
5. Don't Say Nothing - 5:52 -  (Smith, Jay Dee Daugherty)
6. Dead City - 4:15 -  (Smith, Ray)
7. Blue Poles - 5:19 -  (Smith, Ray)
8. Death Singing - 3:44 -  (Smith)
9. Memento Mori - 10:34 -  (Smith, Kaye, Ray, Daugherty, Shanahan)
10. Last Call - 5:09 -  (Smith, Ray)

## Musicisti
- Patti Smith - Voce, Clarinetto
- Lenny Kaye - Chitarra
- Jay Dee Daugherty - Batteria, Organo, Armonica
- Tony Shanahan - Basso, Pianoforte
- Oliver Ray - Chitarra